# Sawadaeuops jiuzhaiensis
Sawadaeuops jiuzhaiensis es una especie de coleóptero de la familia Attelabidae.

## Distribución geográfica
Habita en China.